# Bedford TL
Bedford TL a fost un camion produs de Bedford Vehicles și apoi de AWD Trucks din 1981 până în 1992. Datorită motorului vehiculului, era predispus la impozite grele și nu multe dintre aceste vehicule au fost vândute. Aproximativ 19.000 de unități au fost vândute în întreaga lume, care erau destul de mici în comparație cu predecesorul său. Vehiculul a înlocuit camionul Bedford TK, cu toate acestea, aceste camioane au fost produse împreună până în 1992, iar Bedford TK a fost văzută ca o alternativă mai ieftină. Dacă Bedford TJ nu era popular, camionul ar fi falimentat compania, deoarece numărul vânzărilor sale era destul de redus.

## Istoric
Noul camion a fost văzut ca succesorul camionului Bedford TK, pe care se baza puternic. În primele luni care au urmat lansării sale, aproximativ 500 de unități au fost vândute în întreaga lume, dar vânzările au crescut și au scăzut în anii care au urmat. Camionul și-a împărțit motorul, șasiul și farurile de la Bedford TK, dar a folosit o cabină mai modernă.
În 1985 vânzările au crescut și în acel an au fost vândute aproximativ 8.000 de unități. Camionul a fost întrerupt în cele din urmă în 1992, cu doar 138 de unități vândute în acel an, compania AWD Trucks a fost, de asemenea, fuzionată cu Vauxhall Motors, deoarece nu a mai putut produce vehicule, deoarece acestea erau aproape în faliment. Vauxhall Motors nu a mai lansat niciodată un camion cabină, din cauza eșecului Bedford TL.